# Museo Rose
El Museo Rose es un pequeño museo dedicado a la historia del Carnegie Hall en Manhattan, Nueva York. Esta sala, inaugurada en 1991, está ubicada en 154 West 57th Street, en el segundo piso del Carnegie Hall. Fue financiado por la Fundación Susan y Elihu Rose e incluye más de 762 metros (2500 pies) de archivos y más de un siglo de programas de conciertos. El plan cuando se inauguró el museo era complementar su colección permanente con una serie de exhibiciones rotativas.  El museo también se centra en el futuro incierto del Salón tras el desarrollo del Lincoln Center y la venta del Carnegie Hall a finales de la década de 1950  lo que llevó a la campaña de preservación encabezada por Isaac Stern. El gobierno compró la sala en 1960 y el edificio fue declarado Monumento Histórico Nacional en 1962.  

## Colecciones
La colección del museo incluye una serie de artículos de interés para los amantes de la música: un programa del concierto debut de la Filarmónica de Viena, del 28 de marzo de 1842; un programa autografiado de los shows de los Beatles; un anillo propiedad de Beethoven; un par de anteojos de Johannes Brahms; un cuadernos de notas de Richard Strauss, que contenían bocetos de Danubio; un poema inacabado y un clarinete de Benny Goodman; batutas utilizados por Leonard Bernstein y Arturo Toscanini. También incluye una chaqueta de lentejuelas poseída y utilizada por Judy Garland, y el palustre utilizado en la colocación de la piedra angular del Carnegie Hall.
Elementos adicionales de la historia del Carnegie Hall se conservan en los Archivos del Carnegie Hall, ubicados en un antiguo estudio. Esos materiales complementan la colección del museo y, en ocasiones, se utilizan para exposiciones del museo.  

### Exhibiciones
Las exhibiciones del museo han cubierto una amplia gama de la historia del Salón. Entre las personas cuyo trabajo se exhibieron en las exhibiciones se encuentran:
- Tchaikovsky, en honor a su viaje a la ciudad de Nueva York para la inauguración del Carnegie Hall; [1]
- Marian Anderson, la primera afroamericana en cantar en el Metropolitan Opera House; [10] [11]
- George e Ira Gershwin, en honor al centenario del nacimiento de George; [12]
- Leonard Bernstein, [13] entre otros.
- Andrew Carnegie, en honor a su centenario [14]

## Archivos del MuseoRose
El Susan W. Rose Archives del Carnegie Hall se dedica a asegurar la seguridad y durabilidad de sus materiales con el objetivo de adquirir, preservar y hacer accesibles documentos y materiales, tanto físicos como digitales, relacionados con el origen, la historia, las actividades y el desarrollo de Carnegie Hall. Su misión se cumple mediante la conservación de objetos, el apoyo a la investigación académica y la presentación de exposiciones en el Museo Rose.
La política de Colecciones y Adquisiciones del Carnegie Hall Susan W. Rose Archives se centra en identificar, adquirir, preservar y poner a disposición materiales que tengan un valor informativo duradero y una relevancia histórica para Carnegie Hall. El archivo actúa como el repositorio oficial y permanente de registros históricos e inactivos de The Carnegie Hall Corporation, que incluyen correspondencia, memorandos, actas, registros financieros, contratos, informes, fotografías, publicaciones, programas, carteles, grabaciones audiovisuales, dibujos arquitectónicos y archivos temáticos, además de documentos relacionados con entidades administrativas previamente asociadas.
La política de acceso establece que las colecciones del Rose Archives están disponibles para la investigación, previa cita, tanto para el personal de Carnegie Hall como para el público en general. Las colecciones no se prestan en circulación y toda investigación debe realizarse en el lugar bajo la supervisión del personal del archivo. El Rose Archives tiene la obligación ética de preservar estas colecciones, garantizar la privacidad de los donantes y proteger los elementos de carácter legalmente sensible o confidencial; en algunos casos, los materiales sensibles están restringidos.